# MIRROR (SCANDALのアルバム)
『MIRROR』（ミラー）は、SCANDALの10枚目のアルバム。2022年1月25日にher内のプライベートレーベル『her』から発売された。

## 概要
- 前作『Kiss from the darkness』から約2年振りのアルバム。
- CDは、初回限定盤A・B、通常盤、完全生産限定盤の4形態で発売。
- 初回限定盤Aの特典DVDには、ドキュメンタリームービー「SCANDAL DOCUMENTARY "her" Diary 2021 SPECIAL EDITION」を収録。
- 初回限定盤Bには雑誌『"her" Magazine』の第3弾が付属。
- 完全生産限定盤はミュージックビデオを集めたDVDとジャケットアートワークをプリントしたロングスリーブTシャツが同梱されたボックス仕様となっている。
- 2022年1月30日には、本作のCD購入時に先着順で配布された「Studio Live応募券」を入手した者を対象にした配信イベント『SCANDAL 10th ALBUM 『MIRROR』 Studio Live』が行われた。メンバーによるトークのほか、「愛にならなかったのさ」などアルバム収録曲から数曲が生演奏で披露された[2]。

## 収録曲

### CD
1. MIRROR
作詞：RINA　作曲・編曲：MAMI
2. eternal
作詞：RINA　作曲：MAMI　編曲：シライシ紗トリ
  - 25thシングルの1曲目
3. 愛にならなかったのさ
作詞・作曲：MAMI　編曲：宗本康兵、SCANDAL
4. 彼女はWave
作詞・作曲・編曲：RINA
  - RINAがメインボーカルを担当。
5. アイボリー
作詞・作曲：MAMI　編曲：MAMI、宗本康兵
  - 26thシングルの1曲目
  - MAMIがメインボーカルを担当。
6. 愛の正体
作詞・作曲：TOMOMI　編曲：シライシ紗トリ
  - TOMOMIがメインボーカルを担当。
7. 夕暮れ、溶ける
作詞・作曲：HARUNA　編曲：西川響
8. 蒼の鳴る夜の隙間で
作詞・作曲：RINA　編曲：西川響
9. プリズム
作詞：RINA　作曲：TOMOMI　編曲：宗本康兵、SCANDAL
10. one more time
作詞：RINA　作曲：MAMI　編曲：SCANDAL、橋本雄太
  - 27thシングルの1曲目
  - 富山テレビ『bbt music selection』11月度オープニングテーマ

Bonus track(配信版には未収録)
1. Living in the city
作詞・作曲：TOMOMI　編曲：TOMOMI、Shun Maruno
2. SPICE
作詞：RINA　作曲：MAMI　編曲：川口圭太

### DVD

#### 初回限定盤A
| #  | タイトル                                                 | 作詞 | 作曲・編曲 |
| -- | -------------------------------------------------------- | ---- | ---------- |
| 1. | 「SCANDAL DOCUMENTARY "her" Diary 2021 SPECIAL EDITION」 |      |            |

#### 完全生産限定盤
- MUSIC VIDEO CLIPS

| #  | タイトル                 | 作詞 | 作曲・編曲 |
| -- | ------------------------ | ---- | ---------- |
| 1. | 「Living in the city」   |      |            |
| 2. | 「SPICE」                |      |            |
| 3. | 「月」                   |      |            |
| 4. | 「eternal」              |      |            |
| 5. | 「アイボリー」           |      |            |
| 6. | 「one more time」        |      |            |
| 7. | 「愛にならなかったのさ」 |      |            |